# Lonchocarpus rugosus
Lonchocarpus rugosus är en ärtväxtart som beskrevs av George Bentham. Lonchocarpus rugosus ingår i släktet Lonchocarpus och familjen ärtväxter. IUCN kategoriserar arten globalt som livskraftig.

## Underarter
Arten delas in i följande underarter:
- L. r. apricus
- L. r. rugosus